# 福井県道・滋賀県道140号敦賀柳ヶ瀬線
福井県道・滋賀県道140号敦賀柳ヶ瀬線（ふくいけんどう・しがけんどう140ごう つるがやながせせん）は、福井県敦賀市麻生口を起点に滋賀県長浜市余呉町椿坂に至る一般県道である。

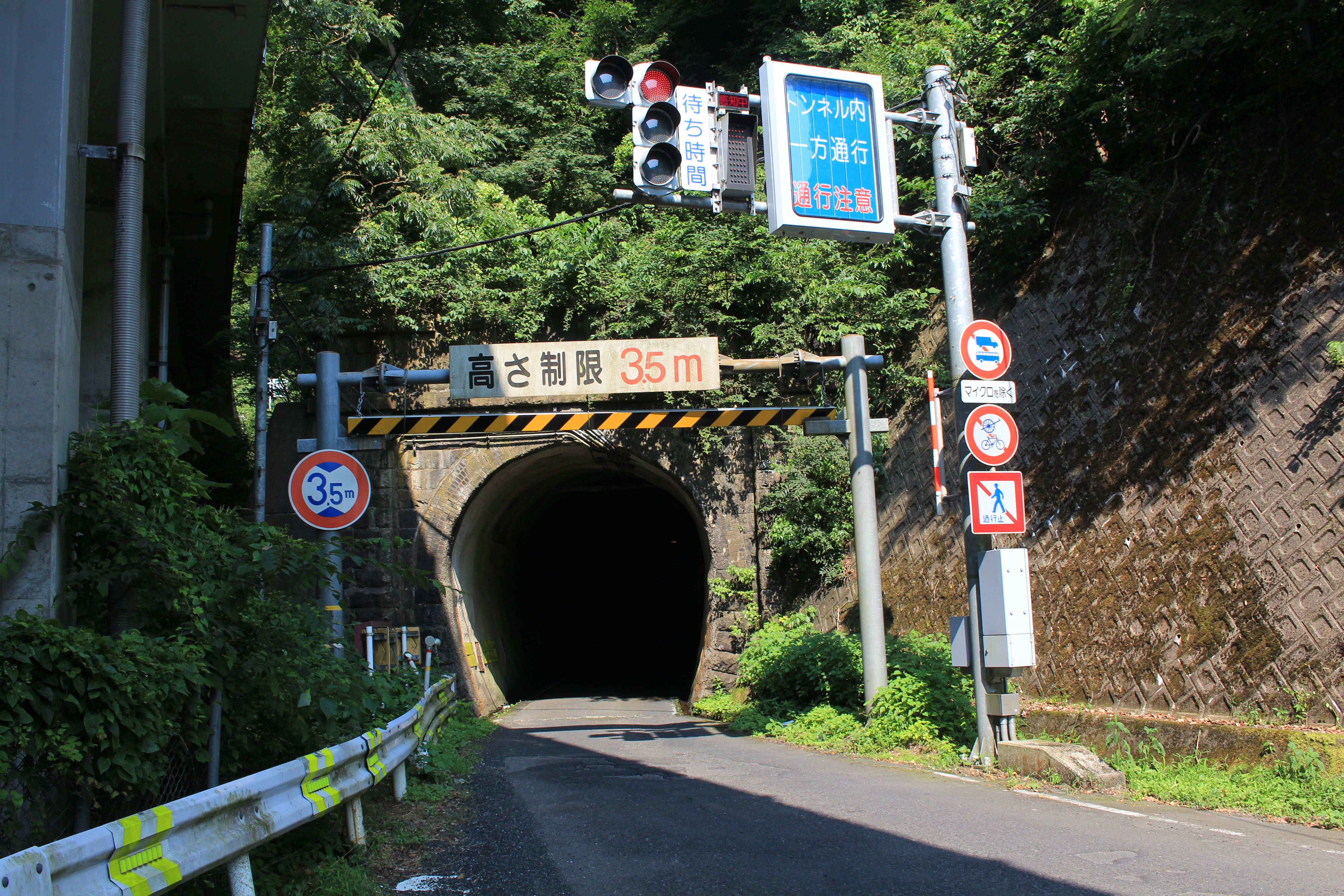
柳ヶ瀬トンネル（福井県敦賀市側）

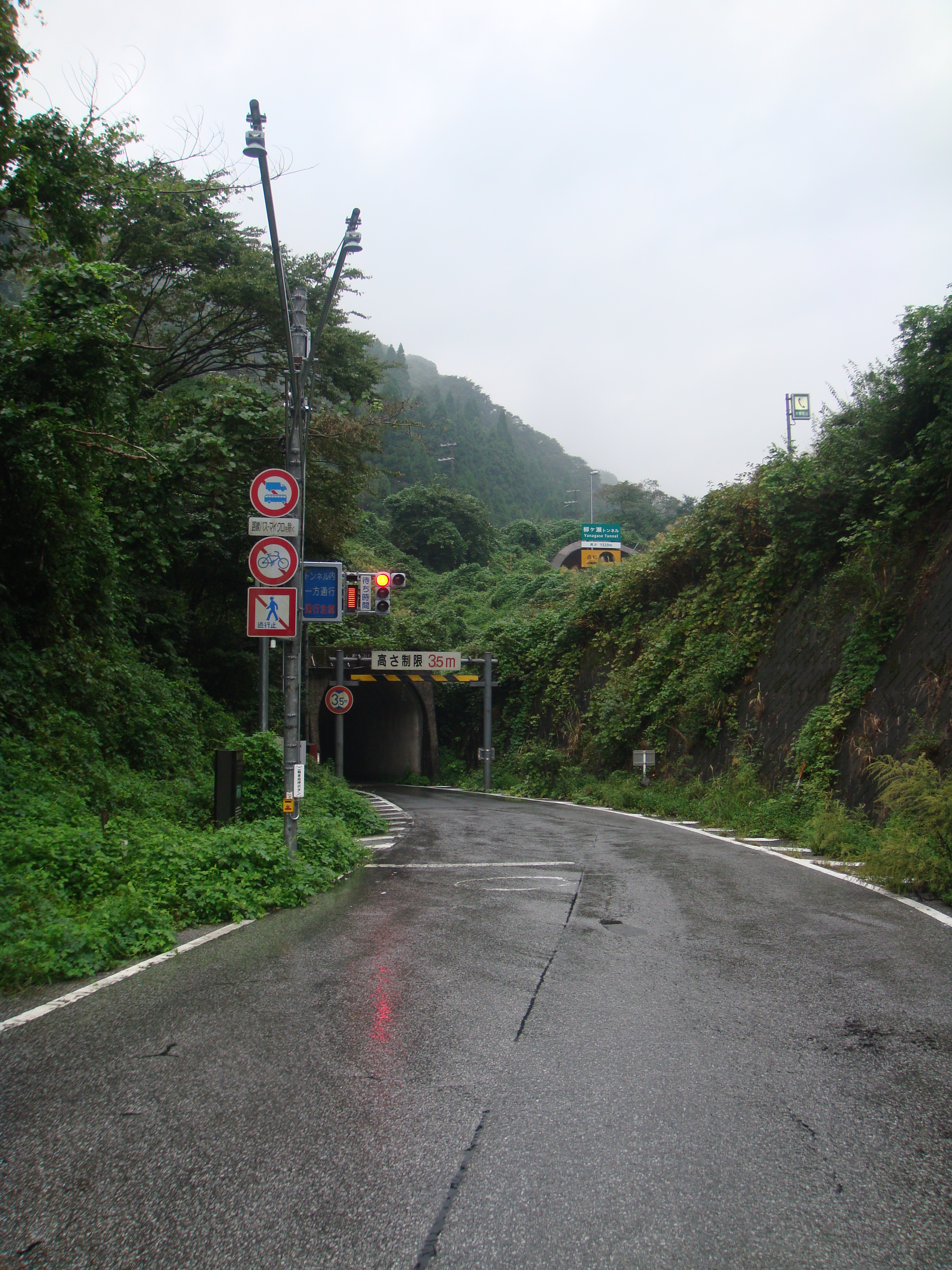
柳ケ瀬トンネル（滋賀県長浜市側）

## 概要
北陸自動車道と並ぶように走り、刀根トンネルや柳ヶ瀬トンネルがある。かつての北陸本線（柳ヶ瀬線）のルートを一部分踏襲し、トンネル類は鉄道のものを転用している。柳ヶ瀬線の廃止以降はバス専用道路に編入されたが、滋賀県側では1987年（昭和62年）4月1日から県道に認定されて一般車両も通行可能になった。
通行できない車両もあるが、国道8号の迂回路としては有用である。

## 路線データ
- 起点：福井県敦賀市麻生口（国道8号との交点）
- 終点：滋賀県長浜市余呉町椿坂（国道365号との交点）
- 路線延長：？ km

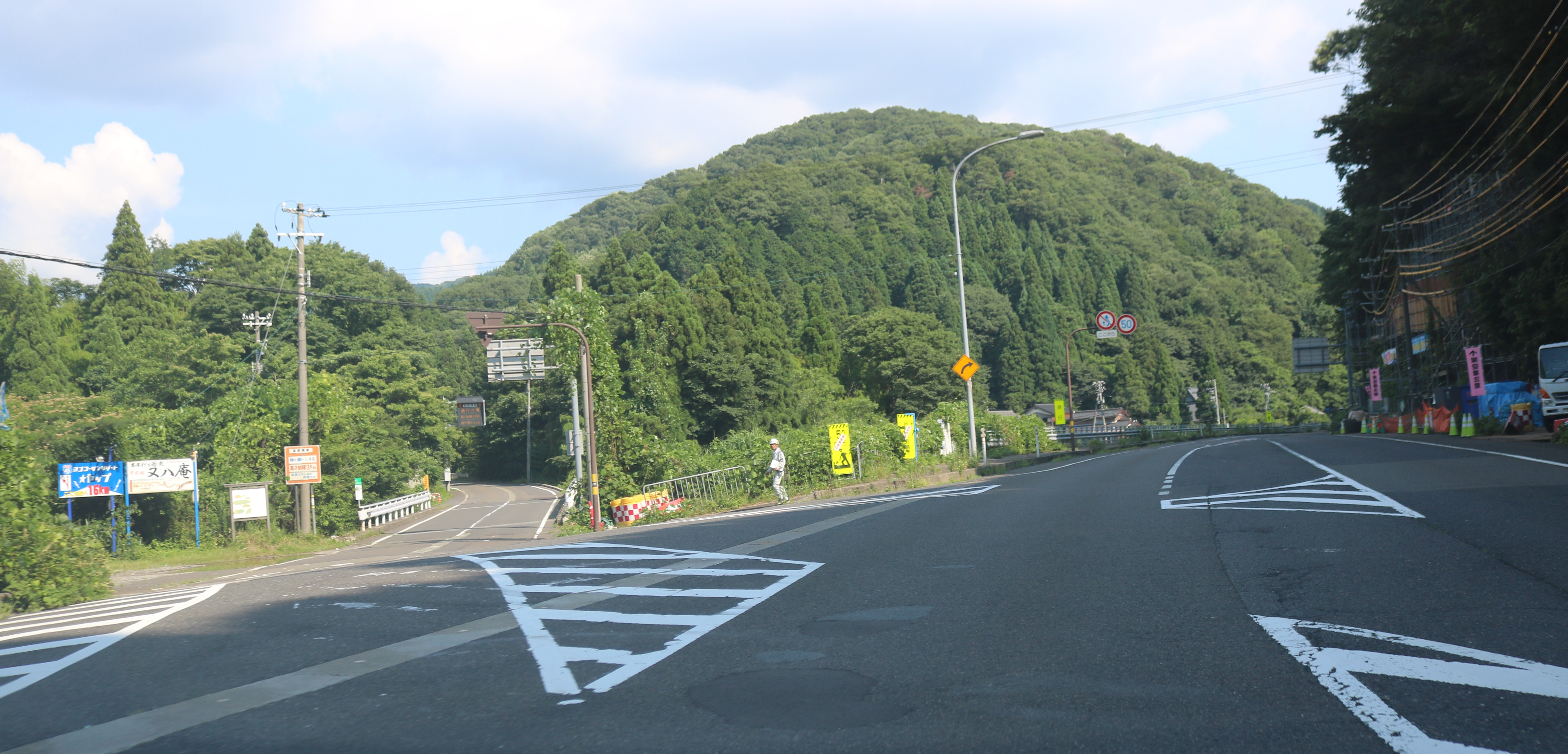
起点：福井県敦賀市麻生口（国道8号への交点）
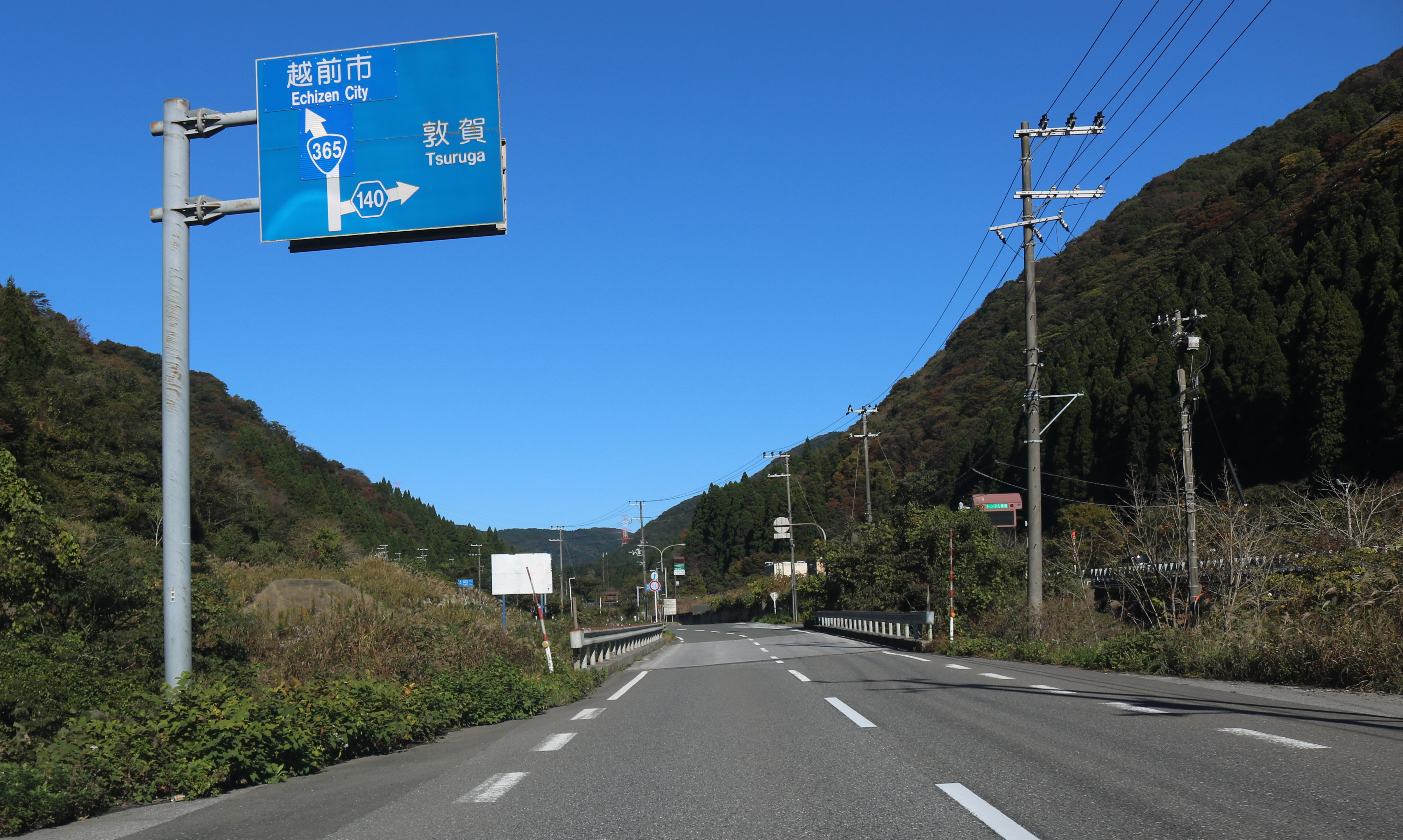
終点：滋賀県長浜市余呉町椿坂（国道365号への交点）

## 地理

### 通過する自治体
- 福井県敦賀市
- 滋賀県長浜市

### 交差する道路
- 国道8号
- 国道365号

### 沿線
- 気比神社
- 宝積寺
- 福昌寺
- 小刀根隧道（完全な形で現存するものとしては国内最古の鉄道トンネル）